# Lynne G. Zucker
Lynne Goodman Zucker ist eine amerikanische Professorin am Departement of Sociology and Policy Studies an der UCLA. Sie gilt als eine der wichtigsten Vertreterinnen des Soziologischen Neoinstitutionalismus.

## Leben
Zucker studierte am Wells College in Aurora (NY) Soziologie und Psychologie, die sie mit Auszeichnung mit dem B.A. 1966 abschloss. Danach wechselte sie an die Stanford University, wo sie ihren M.A. Soziologie 1969 erhielt. Bis 1974 promovierte sie ebenfalls in Stanford. Dort arbeitete sie in enger Kooperation mit John W. Meyer. Nach ihrer Promotion wechselte sie an die UCLA, wo sie von 1974 bis 1975 Lecturer am Department of Sociology war. Von 1975 bis 1981 wurde sie zum Assistant Professor befördert, anschließend Associated Professor (1981–1989). Seit 1989 hat sie die Professur am Departement of Sociology inne. 1996 übernahm Zucker ebenfalls eine Professur am Departement of Policy Studies.

## Mitgliedschaften
Seit 1989 ist Zucker gewähltes Mitglied der Macro Organizational Behavior Society (MOBS). Sie wurde 1994 ans National Bureau of Economic Research (NBER) berufen, wo sie seitdem als wissenschaftliche Mitarbeiterin arbeitet. Seit 1996 leitet sie als Direktorin das Center for International Science, Technology, and Cultural Policy an der UCLA.

## Wissenschaftliche Arbeit
Lynne Zucker wurde durch ihre Laborexperimente, eine sehr ungewöhnliche Forschungsmethode in der Soziologie, bekannt, die sie Ende der 1970er Jahre durchführte. Zucker fand heraus, dass Organisationen von Menschen als eine spezifische Situation interpretiert werden, der sie bestimmte Deutungs- und Handlungsmuster zuweisen. Dabei weist sie eine kulturell vermittelte Beeinflussung von individuellen Handlungen im Rahmen von Organisationen nach. Die Handlungen von Menschen, die von sich annehmen, dass sie in Organisationen agieren, weisen einen hohen Grad an Beständigkeit und Übertragbarkeit auf, Zucker spricht von institutionalisierten Handlungen. Diese müssen nicht durch Überwachung sichergestellt werden, sondern bilden als soziales Faktum einen Wert an sich. Diese Forschung begründet ihren Ruf als eine der wichtigsten Vertreterin des mikrosoziologischen Ansatzes im Soziologischen Neoinstitutionalismus.
Lynne Zucker arbeitet heute vor allem mit Rational-Choice-Theorien. Zu ihren Forschungsschwerpunkten gehören die Organisationstheorie, institutionelle Strukturen und Prozesse, die Wissenserzeugung und der Wissenstransfer. Ihre Schriften sind bisher nicht ins Deutsche übersetzt.